# Chris Blais
Chris Blais (Fort Lauderdale, 3 januari 1981) is een Amerikaans voormalig motorcrosser en tegenwoordig offroad racer. Hij is vooral bekend van de Dakar-rally. Hij reed voor Red Bull KTM.
In het begin van zijn carrière reed Blais vooral Bajawedstrijden. In 2005 deed hij voor het eerst mee aan de Dakar-rally. Hij eindigde als negende. Hiermee was hij de beste Amerikaan. In 2006 deed hij ook mee aan de Dakar-rally. Hij eindigde als vierde en was weer beste Amerikaan. In 2007 werd hij derde in de Dakar-rally.
Op 5 augustus 2007 raakte hij gedeeltelijk verlamd na een ernstig ongeluk waardoor zijn motorcross carrière beëindigd werd.